# Bathybatini
Bathybatini – takson obejmujący kilka rodzajów drapieżnych ryb głębokowodnych z rodziny pielęgnicowatych (Cichlidae). Nazwa nawiązuje do batialu – strefy jeziora, w której żyją.

## Występowanie
Wszystkie gatunki z tej grupy są endemitami jeziora Tanganika w Afryce Wschodniej.

## Klasyfikacja
Obecnie do Bathybatini zalicza się kilkanaście gatunków sklasyfikowanych w rodzajach:
- Bathybates
- Hemibates
- Trematocara

Poszczególne gatunki różnią się kształtem ciała, ubarwieniem oraz preferencjami żywieniowymi. Długość ciała osiągana przez Bathybatini mieści się w przedziale od kilkunastu do 40 cm. Są wśród nich ryby o ciele smukłym, wydłużonym, specjalizujące się w polowaniach na szybko pływające śledziowate (Clupeidae), lub o ciele krępym, żerujące w strefie bentalu, a także upodabniający się kształtem i ubarwieniem do śledzi Bathybates minor, mieszający się w ich stada i towarzyszący im w dobowych migracjach, by dokonywać na nie niespodziewanych ataków. Najmniejsze (Trematocara) żywią się bezkręgowcami, narybkiem i fitoplanktonem.
Dymorfizm płciowy u poszczególnych gatunków jest wyraźnie zaznaczony. Samice mają srebrzyste ubarwienie, a ciało samców pokryte jest zależnym od gatunku układem ciemnych plam i pasków. Wszystkie gatunki są pyszczakami. Potomstwem opiekuje się samica.

## Taksonomia
Takson ten został ustanowiony przez Maxa Polla w 1986 roku. Autor nadał mu rangę plemienia. Typem nomenklatorycznym jest Bathybates.
Bathybatini został uznany za takson monofiletyczny, jednak jego pozycja systematyczna może ulec zmianie w wyniku oczekiwanych rewizji taksonomicznych podrodziny Pseudocrenilabrinae.